# Alfred Proksch (Politiker)

Alfred Proksch

Alfred Proksch (* 8. März 1891 in Larischau, Bezirk Jägerndorf, Österreichisch-Schlesien; † 3. Januar 1981 in Wien) war ein österreichischer nationalsozialistischer Parteifunktionär und Politiker der Zeit vor dem Ende des Zweiten Weltkriegs (1938–1945).

## Leben
Alfred Proksch besuchte von 1897 bis 1901 die Volksschule in Larischau (Larisov), Bezirk Jägerndorf, danach bis 1908 die Staatsoberrealschule in Jägerndorf, die er mit dem Abitur abschloss. Danach folgte eine einjährige Ausbildung bei der Eisenbahn-Akademie in Linz. 1912 war er Beamter in der dortigen Direktion der k.k. Staatsbahnen. Es folgte die Teilnahme am Ersten Weltkrieg als Reserveoffizier im Bahndienst. 1919, nach dem Ende der Monarchie Österreich-Ungarn, wurde er Mitbegründer der DNSAP (Deutsche Nationalsozialistische Arbeiterpartei), heiratete und hatte zwei Söhne.
In den Jahren 1923 bis 1932 widmete er sich dem Aufbau der DNSAP in Österreich und war nationalsozialistischer Fraktionsvorsitzender im Gemeinderat von Linz in Oberösterreich. Die DNSAP teilte sich 1926 in zwei Gruppen, die NSDAP-Hitlerbewegung und die Schulz-Gruppe. Alfred Proksch trat der Hitlerbewegung zum 1. Oktober 1926 bei (Mitgliedsnummer 50.628) und wurde schon am 29. August 1926 zum Gauleiter im Gau Oberösterreich ernannt. Er gründete mehrere nationalsozialistische Zeitungen und 1926 den N.S.P.-Verlag. 1927 oder 1928 wurde er zum stellvertretenden und geschäftsführenden Landesleiter der NSDAP in Österreich ernannt. Damit endete seine Gauleitertätigkeit. Andreas Bolek wurde sein Nachfolger, vermutlich schon im Mai 1927. Im Juli 1931 wurde Alfred Proksch von Adolf Hitler zum Landesleiter bestimmt, was er bis zum Betätigungsverbot 1933 blieb. Die tatsächliche Leitung der Partei hatte zu dieser Zeit der Landesgeschäftsführer Theodor Habicht inne. Nach dem Parteiverbot im Juni 1933 floh er ins Deutsche Reich und verlor in der Folge seine österreichische Staatsbürgerschaft und seinen Status als Beamter der österreichischen Bundesbahnen.
1933 erhielt er das Goldene Ehrenzeichen der NSDAP. Nach 1934 behielt Alfred Proksch die Berechtigung, den Titel eines Gauleiters zu führen. Ein Jahr später erhielt er die deutsche Staatsbürgerschaft. 1936 wurde er in den Reichsarbeits- und -wirtschaftsrat berufen und war Mitglied des Reichstages. 1934 wurde er Mitglied der Alten Leobener Burschenschaft Germania zu München.
1938, nach dem „Anschluss“ Österreichs, erfolgte die Ernennung zum Gruppenführer der SA und als Reichstreuhänder der Arbeit für das Wirtschaftsgebiet Österreich, die damalige Ostmark. 1939 führte er auch den gleichen Titel für das Gebiet Sudetenland. Am 15. Juni 1938 erfolgte seine Ernennung zum Präsidenten des Landesarbeitsamtes Wien und Niederdonau und er erhielt seine Bezüge aus dem Haushalt der Reichstreuhänderverwaltung. 1939 oder 1943 folgte die Ernennung zum SA-Obergruppenführer.
1945, nach Ende des Zweiten Weltkriegs wurde Alfred Proksch von den amerikanischen Streitkräften festgenommen, anschließend zu Vermögensverlust und vier Jahre schweren Kerkers verurteilt, die er in sowjetischer Gefangenschaft verbrachte. Gleichzeitig wurden ihm seine Pensionsansprüche aberkannt. Nach der Entlassung arbeitete er zunächst als Hilfskraft und dann als Bürohilfskraft. Er verstarb 1981 in Wien.